# Вольтова дуга: Антологія (50 українських поетів)
«Вольтова дуга»: Антологія (50 українських поетів) — антологія української поезії, зініційована Національною спілкою письменників України, презентує читачеві кращі зразки поетичного слова від шістдесятників до молодих авторів.
Твори п’ятдесяти українських поетів є відображенням різних етапів розвою сучасної поезії в Україні і діаспорі.
Книжка розрахована на широке коло читачів та шанувальників поетичного слова.

## Короткий опис
Антологія впорядкована українською поетесою Антонією Цвід і видана в Києві в 2016 році на замовлення Державного комітету телебачення і радіомовлення України.
До антології увійшли твори таких українських поетів:
Ліна КОСТЕНКО, Василь СИМОНЕНКО, Дмитро ПАВЛИЧКО, Іван ДРАЧ, Борис ОЛІЙНИК, Микола ВІНГРАНОВСЬКИЙ, Петро ПЕРЕБИЙНІС, Роман ЛУБКІВСЬКИЙ, Петро ЗАСЕНКО, Василь СТУС, Ігор КАЛИНЕЦЬ, Василь ГОЛОБОРОДЬКО, Віра ВОВК, Емма АНДІЄВСЬКА, Юрій ТАРНАВСЬКИЙ, Марія РЕВАКОВИЧ, Павло МОВЧАН, Борис НЕЧЕРДА, Світлана ЙОВЕНКО, Михайло ШЕВЧЕНКО, Любов ГОЛОТА, Дмитро ІВАНОВ, Галина ТАРАСЮК, Теодозія ЗАРІВНА, Василь ГЕРАСИМ’ЮК, Антонія ЦВІД, Ігор РИМАРУК, Оксана ЗАБУЖКО, Іван МАЛКОВИЧ, Світлана КОРОНЕНКО, Юрій АНДРУХОВИЧ, Віктор НЕБОРАК, Олександр ІРВАНЕЦЬ, Марія МАТІОС, Тарас ФЕДЮК, Анатолій КИЧИНСЬКИЙ, Станіслав ШЕВЧЕНКО, Станіслав ЧЕРНІЛЕВСЬКИЙ, Станіслав БОНДАРЕНКО, Іван КОЗАЧЕНКО, Павло ВОЛЬВАЧ, Ігор ПАВЛЮК, Юрко ҐУДЗЬ, Микола ГРИЦЕНКО, Сергій ЖАДАН, Олександр ГОРДОН, Анна БАГРЯНА, Леся МУДРАК, Алла МИКОЛАЄНКО, Степан ДУПЛЯК. 